# Міроцин-Середній
Міроцин-Середній (пол. Mirocin Średni) — село в Польщі, у гміні Кожухув Новосольського повіту Любуського воєводства.
Населення — 274 особи (2011).
У 1975-1998 роках село належало до Зеленогурського воєводства.

## Демографія
Демографічна структура станом на 31 березня 2011 року:
|          | Загалом | Допрацездатний вік | Працездатний вік | Постпрацездатний вік |
| -------- | ------- | ------------------ | ---------------- | -------------------- |
| Чоловіки | 130     | 25                 | 98               | 7                    |
| Жінки    | 144     | 33                 | 86               | 25                   |
| Разом    | 274     | 58                 | 184              | 32                   |